# Élections fédérales mexicaines de 2012

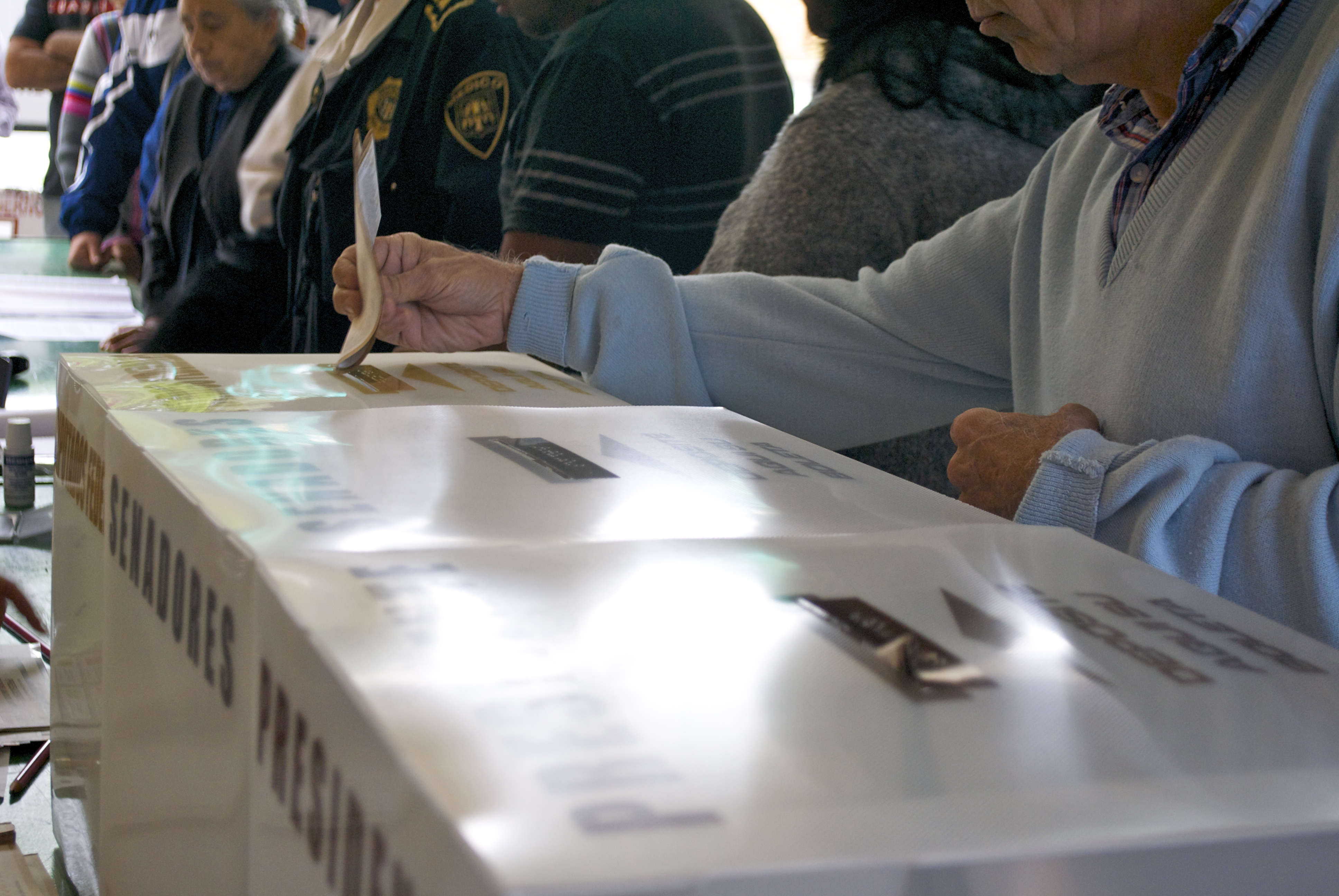
Urnes de vote à Mexico.

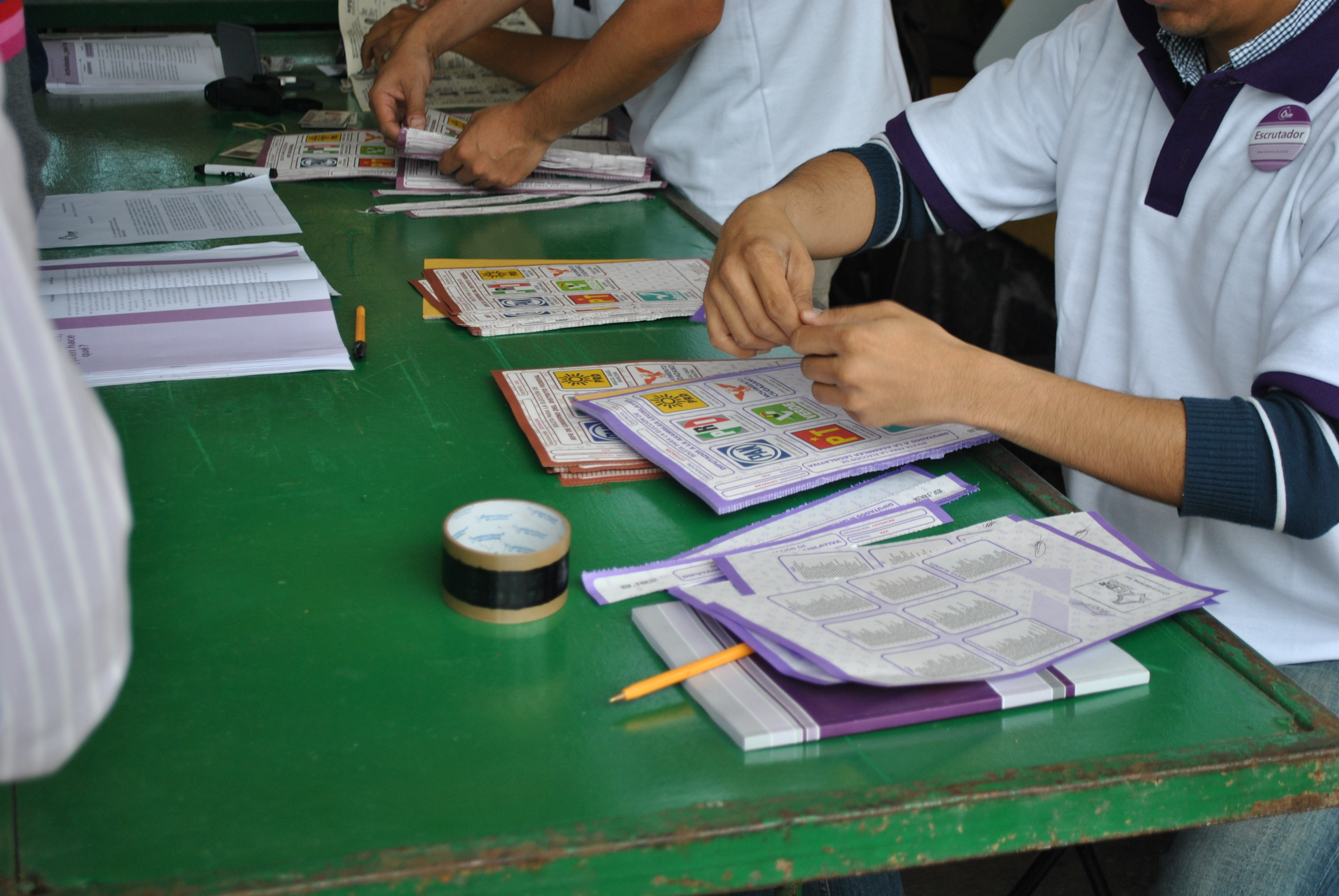
Bulletins de vote à Mexico.

Les élections fédérales des États-Unis mexicains de 2012 se sont tenues le dimanche 1er juillet 2012 et comprenaient :
- l'élection du président, pour un mandat de 6 ans non renouvelable, pour succéder à Felipe Calderón,
- les élections législatives renouvelant les deux chambres du Congrès de l'Union :
  - d'une part les élections sénatoriales, renouvelant les 128 sièges du Sénat de la République pour six ans,
  - d'autre part les élections des députés, renouvelant les 500 sièges de la Chambre des députés pour trois ans.

## Constitution
Le président est selon la Constitution mexicaine de 1917 non éligible à une réélection.

### Projet de réforme avorté
- 400 députés fédéraux (240 par 160 par représentation proportionnelle et le reste par scrutin majoritaire uninominal), élus pour une période de trois ans, renouvelable jusqu'à 12 ans.
- 96 sénateurs de la République, (3 pour chaque État), élus au scrutin plurinominal pour une période de six ans, renouvelable une fois.
- un président élu à la majorité absolue; au cas où aucun candidat ne l'obtient au premier tour, un second tour aurait lieu.

## Modes de scrutin
Le président du Mexique est élu au scrutin uninominal majoritaire à un tour pour un mandat de six ans non renouvelable.
Le Congrès de l'Union est un parlement bicaméral. Sa chambre basse, la Chambre des députés, est dotée de 500 députés élus pour trois ans selon un mode de scrutin parallèle. 300 sièges sont à pourvoir au scrutin uninominal majoritaire à un tour dans autant de circonscriptions électorales tandis que les 200 restants le sont au scrutin proportionnel plurinominal à liste bloquées. Après décompte des suffrages dans les cinq circonscriptions régionales les sièges répartis à la proportionnelle le sont sans seuil électoral, mais en prenant en compte les résultats du scrutin majoritaire pour en ajuster la répartition de manière qu'aucun parti ne remporte au total plus de 300 sièges, ce seuil étant néanmoins porté à 315 si le parti a recueilli plus de 60 % des suffrages.
La chambre haute, le Sénat de la République, est quant à elle dotée de 128 sénateurs élus pour six ans selon un mode de scrutin parallèle similaire en principe à celui de la chambre basse, mais selon des modalités différentes. 96 sont à pourvoir au scrutin majoritaire binominal dans trente deux circonscriptions de trois sièges chacune correspondants aux États du Mexique plus le district fédéral de la capitale Mexico. Les partis présentent un binôme de candidats dans chacune d'elles, et est élu sénateurs le binôme ayant recueilli le plus de voix dans sa circonscription ainsi que l'un des membres du binôme arrivés en deuxième position, dit sénateur minoritaire. Enfin, les 32 sièges restants sont élus au scrutin proportionnel plurinominal à liste bloquées.
Le vote est de jure obligatoire, mais aucune sanction n'est appliquée aux abstentionnistes.

## Déroulement des élections
L'ensemble du processus électoral, qui commence le 7 octobre 2011, est supervisé par l'Institut fédéral électoral.
L'élection du président est surveillée par 696 observateurs étrangers venant de 69 pays différents dont l'Algérie, la Libye, la Slovénie, Taïwan et le Cameroun. Les urnes sont surveillées par 2 millions de citoyens assermentés, appartenant à tous les partis politiques[réf. nécessaire].

## Campagne
L'équipe de campagne de Peña Nieto aurait bénéficié des services du consultant politique controversé Juan José Rendón (qui avait auparavant contribué aux campagnes d'Álvaro Uribe, de Porfirio Lobo ou encore d'Henrique Capriles) et de son pirate informatique Andrés Sepúlveda. Ce dernier, selon ses propres aveux, disposait avec son équipe de 600 000 dollars de budget pour manipuler les réseaux sociaux et créer un enthousiasme factice pour la campagne de Peña Nieto, injecter des logiciels espions dans les programmes informatiques des candidats adverses, et voler des plans de campagnes. Andrés Sepúlveda est actuellement emprisonné en Colombie pour avoir, en relation avec la campagne présidentielle d'Óscar Zuluaga, espionné des responsables politiques et militaires ; tandis que Juan José Rendón est suspecté d'avoir reçu de fortes rétributions financières des narcos-paramilitaires pour faire valoir leurs intérêts auprès des autorités colombiennes.
Andrés Manuel López Obrador, le candidat du mouvement progressiste, est l'objet d'une campagne médiatique le présentant comme un antidémocrate. Certains documents lui font dire qu'il est prêt à prendre le pouvoir par les armes. Une enquête du quotidien britannique The Guardian révèlera en 2012 que Televisa, la principale chaîne du Mexique avec 70 % de part d’audience, a vendu ses services au PRI pour « rehausser la stature nationale » d'Enrique Peña Nieto, tout en ayant mis au point une stratégie destinée à « torpiller » Andrés Manuel López Obrador.
Durant les mois qui précédent l'élection, certains États dirigés par le PRI détournent une partie de l'argent public destinés aux programmes sociaux, pour fournir aux plus démunis des paquets alimentaires et améliorer son image auprès de cette frange de la population. Cette opération clientéliste sera plus tard conne sous le nom de « Sorianagate », pour un cout estimé à 440 millions de dollars. Des milliers de porte-monnaie électroniques sont par ailleurs troqués contre des engagements de soutien à la candidature d'Enrique Peña Nieto, avec la promesse de voir leur solde (entre 20 et 40 dollars) activé le jour suivant l'élection si ce dernier l'emporte.
Dans le cadre du scandale Odebrecht — multinationale brésilienne qui proposait des pots-de-vin à des politiciens latino-américains en échange de contrats avantageux —, plusieurs cadres de l'entreprise indiquent que celle-ci a versé plusieurs millions de dollars pour la campagne présidentielle du candidat du PRI Peña Nieto. Emilio Lozoya, proche collaborateur d'Enrique Peña Nieto devenu président de Pemex entre 2012 et 2016, reconnait à son tour que 4,4 millions de dollars versés par Odebrecht au Mexique ont financé la campagne présidentielle de Peña Nieto. Le groupe financier Monex serait également impliqué dans le financement illégal de la campagne, ainsi que des sociétés directement liées au narcotrafic.

### Candidats à la présidentielle
Sept partis différents présentaient quatre candidats pour la présidence.
| Alliance | Alliance                       | Alliance                      | Partis                                                                                       | Candidat | Candidat                        | Notes |
| -------- | ------------------------------ | ----------------------------- | -------------------------------------------------------------------------------------------- | -------- | ------------------------------- | --- |
|          | Logo du Parti action nationale | Parti action nationale (PAN)  | Parti action nationale (PAN)                                                                 |          | Josefina Vázquez Mota           | Première femme candidate d'un parti majeur Secrétaire au Développement social du Mexique (2000-2006) Secrétaire à l'Éducation publique du Mexique (2006-2009) |
|          |                                | Mouvement Progressiste        | - Parti de la révolution démocratique (PRD) - Parti du travail (PT) - Mouvement citoyen (MC) |          | Andrés Manuel López Obrador     | Déjà candidat du parti en 2006 où il perdit de très peu face à Calderón (0,56 %) Ancien chef de gouvernement du District fédéral (2000-2005)                  |
|          |                                | Engagement pour le Mexique    | - Parti révolutionnaire institutionnel (PRI) - Parti vert écologiste du Mexique (PVEM)       |          | Enrique Peña Nieto              | Gouverneur de l'État de Mexico de 2005 à 2011 |
|          |                                | Parti Nouvelle Alliance (PNA) | Parti Nouvelle Alliance (PNA)                                                                |          | Gabriel Quadri de la Torre (en) | |

## Résultats

### Présidentielle
| Coalition                                      | Coalition                     | Candidat                        | Votes      | %     |
| ---------------------------------------------- | ----------------------------- | ------------------------------- | ---------- | ----- |
|                                                | Engagement pour le Mexique    | Enrique Peña Nieto              | 19 158 592 | 39,19 |
|                                                | Mouvement progressiste        | Andrés Manuel López Obrador     | 15 848 827 | 32,42 |
|                                                | Parti action nationale (PAN)  | Josefina Vázquez Mota           | 12 732 630 | 26,04 |
|                                                | Parti nouvelle alliance (PNA) | Gabriel Quadri de la Torre (en) | 1 146 085  | 2,34  |
|                                                |                               |                                 |            |       |
| Votes valides                                  | Votes valides                 | Votes valides                   | 48 886 134 | 97,49 |
| Votes blancs et nuls                           | Votes blancs et nuls          | Votes blancs et nuls            | 1 257 482  | 2,51  |
| Total                                          | Total                         | Total                           | 50 143 616 | 100   |
| Abstention                                     | Abstention                    | Abstention                      | 29 348 670 | 36,92 |
| Inscrits/Participation                         | Inscrits/Participation        | Inscrits/Participation          | 79 492 286 | 63,08 |
| Source : Institut fédéral électoral du Mexique |                               |                                 |            |       |

### Législatives
|                                            |                                            |                                            |                  |                  |                  |                  |            |        |        |        |              |               |  |  |
| Partis et coalitions                       | Partis et coalitions                       | Partis et coalitions                       | Circonscriptions | Circonscriptions | Circonscriptions | Circonscriptions | Listes     | Listes | Listes | Listes | Total sièges | +/-           |  |  |
| Partis et coalitions                       | Partis et coalitions                       | Partis et coalitions                       | Votes            | %                | Sièges           | +/-              | Votes      | %      | +/-    | Sièges | Total sièges | +/-           |  |  |
|                                            |                                            | Parti révolutionnaire institutionnel (PRI) | 14 866 849       | 31,45            | 184              | 119              | 15 960 086 | 33,59  | 5,53   | 49     | 213          | 24            |  |  |
|                                            | Parti vert écologiste du Mexique (PVEM)    | 2 019 176                                  | 4,27             | 13               | 9                | 3 054 718        | 6,43       | 0,67   | 15     | 28     | 7            |               |  |  |
|                                            | Candidats communs PRI-PVEM                 | 2 052 462                                  | 4,34             | 0                | -                |                  |            |        |        |        |              |               |  |  |
| Total coalition Engagement pour le Mexique | Total coalition Engagement pour le Mexique | 18 938 487                                 | 40,06            | 177              | 11               | 19 014 804       | 40,02      | 6,20   | 64     | 241    | 17           |               |  |  |
|                                            |                                            | Parti de la révolution démocratique (PRD)  | 8 194 671        | 17,34            | 59               | 20               | 9 194 637  | 19,53  | 6,62   | 44     | 103          | 32            |  |  |
|                                            | Parti du travail (PT)                      | 1 372 480                                  | 2,90             | 4                | 1                | 2 294 459        | 4,83       | 0,96   | 11     | 15     | 2            |               |  |  |
|                                            | Mouvement citoyen (MC)                     | 1 285 435                                  | 2,72             | 8                | 8                | 2 000 524        | 4,21       | 1,60   | 9      | 17     | 11           |               |  |  |
|                                            | Candidats communs PRD-PT-MC                | 2 561 566                                  | 5,42             | 0                | -                |                  |            |        |        |        |              |               |  |  |
| Total coalition Mouvement progressiste     | Total coalition Mouvement progressiste     | 13 414 152                                 | 28,38            | 71               | 29               | 13 489 620       | 28,39      | 9,00   | 64     | 135    | 45           |               |  |  |
|                                            | Parti action nationale (PAN)               | Parti action nationale (PAN)               | 12 885 563       | 27,26            | 52               | 18               | 12 960 875 | 27,28  | 2,38   | 62     | 114          | 29            |  |  |
|                                            | Parti nouvelle alliance (PNA)              | Parti nouvelle alliance (PNA)              | 2 031 537        | 4,30             | 0                | en stagnation    | 2 041 608  | 4,30   | 0,68   | 10     | 10           | 1             |  |  |
|                                            |                                            |                                            |                  |                  |                  |                  |            |        |        |        |              |               |  |  |
| Votes valides                              | Votes valides                              | Votes valides                              | 47 269 739       | 94,97            |                  |                  | 47 506 907 | 94,93  |        |        |              |               |  |  |
| Votes blancs et nuls                       | Votes blancs et nuls                       | Votes blancs et nuls                       | 2 506 230        | 5,03             | 2 535 956        | 5,07             |            |        |        |        |              |               |  |  |
| Total                                      | Total                                      | Total                                      | 49 775 969       | 100              | 300              | en stagnation    | 50 042 863 | 100    | -      | 200    | 500          | en stagnation |  |  |
| Abstention                                 | Abstention                                 | Abstention                                 | 29 716 317       | 37,38            |                  |                  | 29 449 423 | 37,05  |        |        |              |               |  |  |
| Inscrits/Participation                     | Inscrits/Participation                     | Inscrits/Participation                     | 79 492 286       | 62,62            | 79 492 286       | 62,95            |            |        |        |        |              |               |  |  |

### Sénatoriales
|                                            |                                            |                                            |                  |                  |                  |                  |            |        |        |        |               |               |  |  |
| Partis et coalitions                       | Partis et coalitions                       | Partis et coalitions                       | Circonscriptions | Circonscriptions | Circonscriptions | Circonscriptions | Listes     | Listes | Listes | Listes | Total sièges  | +/-           |  |  |
| Partis et coalitions                       | Partis et coalitions                       | Partis et coalitions                       | Votes            | %                | Sièges           | +/-              | Votes      | %      | +/-    | Sièges | Total sièges  | +/-           |  |  |
|                                            |                                            | Parti révolutionnaire institutionnel (PRI) | 14 795 546       | 31,45            | 41               | 14               | 15 673 351 | 33,09  | N/A    | 11     | 52            | 19            |  |  |
|                                            | Parti vert écologiste du Mexique (PVEM)    | 2 065 281                                  | 4,39             | 7                | 5                | 2 880 080        | 6,08       | N/A    | 2      | 9      | 3             |               |  |  |
|                                            | Candidats communs PRI-PVEM                 | 1 609 181                                  | 3,42             | 0                | -                |                  |            |        |        |        |               |               |  |  |
| Total coalition Engagement pour le Mexique | Total coalition Engagement pour le Mexique | 18 470 008                                 | 39,26            | 48               | 19               | 18 553 431       | 39,18      | 10,41  | 13     | 61     | 22            |               |  |  |
|                                            |                                            | Parti de la révolution démocratique (PRD)  | 8 316 402        | 17,68            | 16               | 6                | 10 261 005 | 21,67  | N/A    | 6      | 22            | 4             |  |  |
|                                            | Parti du travail (PT)                      | 1 403 549                                  | 2,98             | 3                | 2                | 2 336 826        | 4,93       | N/A    | 2      | 5      | en stagnation |               |  |  |
|                                            | Mouvement citoyen (MC)                     | 1 298 868                                  | 2,76             | 0                | 3                | 2 024 528        | 4,27       | N/A    | 1      | 1      | 4             |               |  |  |
|                                            | Candidats communs PRD-PT-MC                | 2 585 852                                  | 5,50             | 0                | -                |                  |            |        |        |        |               |               |  |  |
| Total coalition Mouvement progressiste     | Total coalition Mouvement progressiste     | 13 604 671                                 | 28,92            | 19               | 7                | 14 622 359       | 30,88      | 0,34   | 9      | 28     | 8             |               |  |  |
|                                            | Parti action nationale (PAN)               | Parti action nationale (PAN)               | 13 120 533       | 27,89            | 29               | 12               | 12 327 212 | 26,03  | 8,54   | 9      | 38            | 14            |  |  |
|                                            | Parti nouvelle alliance (PNA)              | Parti nouvelle alliance (PNA)              | 1 845 439        | 3,92             | 0                | en stagnation    | 1 854 678  | 3,92   | 0,24   | 1      | 1             | en stagnation |  |  |
|                                            |                                            |                                            |                  |                  |                  |                  |            |        |        |        |               |               |  |  |
| Votes valides                              | Votes valides                              | Votes valides                              | 47 040 651       | 94,22            |                  |                  | 47 357 680 | 94,18  |        |        |               |               |  |  |
| Votes blancs et nuls                       | Votes blancs et nuls                       | Votes blancs et nuls                       | 2 886 286        | 5,78             | 2 928 948        | 5,82             |            |        |        |        |               |               |  |  |
| Total                                      | Total                                      | Total                                      | 49 926 937       | 100              | 96               | en stagnation    | 50 286 628 | 100    | -      | 32     | 128           | en stagnation |  |  |
| Abstention                                 | Abstention                                 | Abstention                                 | 29 565 349       | 37,19            |                  |                  | 29 205 658 | 36,74  |        |        |               |               |  |  |
| Inscrits/Participation                     | Inscrits/Participation                     | Inscrits/Participation                     | 79 492 286       | 72,81            | 79 492 286       | 63,26            |            |        |        |        |               |               |  |  |

## Après le scrutin

### Contestation
Selon l'opinion de Mathilde Gérard du Monde, « pour de nombreux jeunes Mexicains, M. Peña Nieto symbolise les dérives autoritaires et clientélistes du PRI - le parti historique qui a gouverné le pays sans interruption de 1928 à 2000 ». C'est ainsi qu'ils ont perturbé son discours à l'Université ibéro-américaine de Mexico, le 11 mai, au point qu'il ne put terminer son discours.
Le mouvement étudiant anti néo-libéral Yo soy 132, présent sur les médias sociaux, tente alors de mobiliser les jeunes électeurs contre de possibles arrangements. Par exemple, celui qui relierait le réseau de télévision Televisa, recevant 80 % des audiences, et le PRI. En effet, s'il existe un système d'équilibre du temps de parole dont l'Institut électoral, garant, fournit les statistiques, cela n'implique pas qu'il y ait équité dans la bienveillance des médias.
Les dernières élections en 2006 gagnées par le candidat du PAN ayant donné lieu a des contestations, López Obrador ne reconnaissant pas sa défaite et accusant le parti vainqueur de fraudes électorales. Le parti vainqueur, cette fois le PRI, est accusé par lui d'achat de votes: pour recevoir le pot-de-vin, il faudrait envoyer une photo dans l'isoloir du bulletin coché.Le procédé ne serait pas nécessairement illégal au Mexique[réf. nécessaire]et López Obrador reconnait lui-même que le nombre de voix achetées serait d'un peu plus de 3500, ce qui est infime sur un pays de plus de 113 millions d'habitants.
Le PAN, parti du président sortant, n'a lui pas contesté les résultats.